# Sphaeronycteris toxophyllum
Sphaeronycteris toxophyllum — вид родини листконосові (Phyllostomidae), ссавець ряду лиликоподібні (Vespertilioniformes, seu Chiroptera).

## Середовище проживання
Країни проживання: Болівія, Бразилія, Колумбія, Еквадор, Перу, Венесуела. Виявлений у вторинних лісах у Венесуелі. Може жити у галерейних лісах у сухих місцях проживання, але, як правило, пов'язаний з тропічними вічнозеленими лісами. Висота проживання: від рівня моря до 3000 метрів уздовж східних схилів Анд.

## Екологія
Суворо плодоїдна нічна тварина. Живе поодинці або парами, спочиває в підземних порожнинах або на фікусових деревах.

## Морфологічні та генетичні особливості
Голова й тіло довжиною приблизно 53 мм, передпліччя довжиною приблизно 40 мм, хвіст відсутній. Забарвлення корицево-коричневе зверху й коричнювато-біле знизу.